# Carter Bays
Carter Bays (12 de agosto de 1975) es un guionista de televisión estadounidense. Junto con Craig Thomas, es conocido por ser el creador, escritor, y productor ejecutivo de la comedia de situación de la CBS How I Met Your Mother. Tiene 70 episodios de la serie a su haber entre 2005 y 2009, y ha sido nominado en seis oportunidades a los Emmy Awards. La dupla también es miembro de una banda llamada The Solids, en la que Bays toca la guitarra y es el vocalista del grupo, que ha creado las canciones de cabecera para Oliver Beene y How I Met Your Mother.
Antes de la creación de How I Met Your Mother, Bays y Thomas escribieron para varias series de televisión, incluyendo Oliver Beene y Quintuplets. También escribieron la segunda parte del episodio "Stan of Arabia" de American Dad!.
Bays se graduó de la Universidad Wesleyana, y de la secundaria Shaker Heights.